# Megalestes kurahashii
Megalestes kurahashii är en trollsländeart som beskrevs av Syoziro Asahina 1985. Megalestes kurahashii ingår i släktet Megalestes och familjen Synlestidae. IUCN kategoriserar arten globalt som livskraftig. Inga underarter finns listade i Catalogue of Life.